# (100002) 1983 QC1
(100002) 1983 QC1, także 1998 TB36 – planetoida należąca do pasa planetoid.
Planetoida została odkryta 30 sierpnia 1983 roku w Obserwatorium Palomar przez Jamesa Gibsona.